# Mariano Arana
Mariano Arana (Montevideo, 6 marzo 1933 – Montevideo, 4 giugno 2023) è stato un politico e architetto uruguaiano.

## Biografia
Nipote di immigrati spagnoli, Arana frequentò il Lycée Français di Montevideo e si laureò alla Facoltà di Architettura dell'Università della Repubblica. Fu anche docente e Direttore dell'Istituto di Storia dell'Architettura
Arana fu presidente della Comisión de Patrimonio Histórico, Artístico y Cultural de la Nación tra il 1985 e il 1989.
Fu fondatore e leader del Vertiente Artiguista (Movimento Artiguista), nella cui lista venne eletto senatore nel 1989, carica ricoperta fino al 1994. Fu presidente del Plenario Departamental de Montevideo del Frente Amplio e venne candidato per il Frente Amplio nel Comune di Montevideo nel 1984 e di nuovo nel 1994: in questa seconda tornata risultò eletto Sindaco con il 42% dei voti, venendo poi riconfermato alle elezioni comunali del maggio 2000 con il 58% del totale dei voti espressi.
Durante il suo mandato di sindaco, attuò il Piano Strategico Montevideo, un provvedimento con cui riordinò le aree urbane della città.
Quando Tabaré Vázquez assunse la presidenza nel 2005, egli nominato Ministro dell'Edilizia, della Pianificazione Territoriale e dell'Ambiente, accompagnato dal suo collega, il sottosegretario Jaime Igorra. Prestò servizio fino al 1º marzo 2008, quando venne destituito dall'incarico.
Fu infine Consigliere della Giunta Dipartimentale di Montevideo. Era ancora in carica quando morì nel giugno del 2023, a 90 anni.